# Justin Bijlow
Justin Bijlow (ur. 22 stycznia 1998 w Rotterdamie) – holenderski piłkarz grający na pozycji bramkarza w Feyenoordzie.

## Życiorys

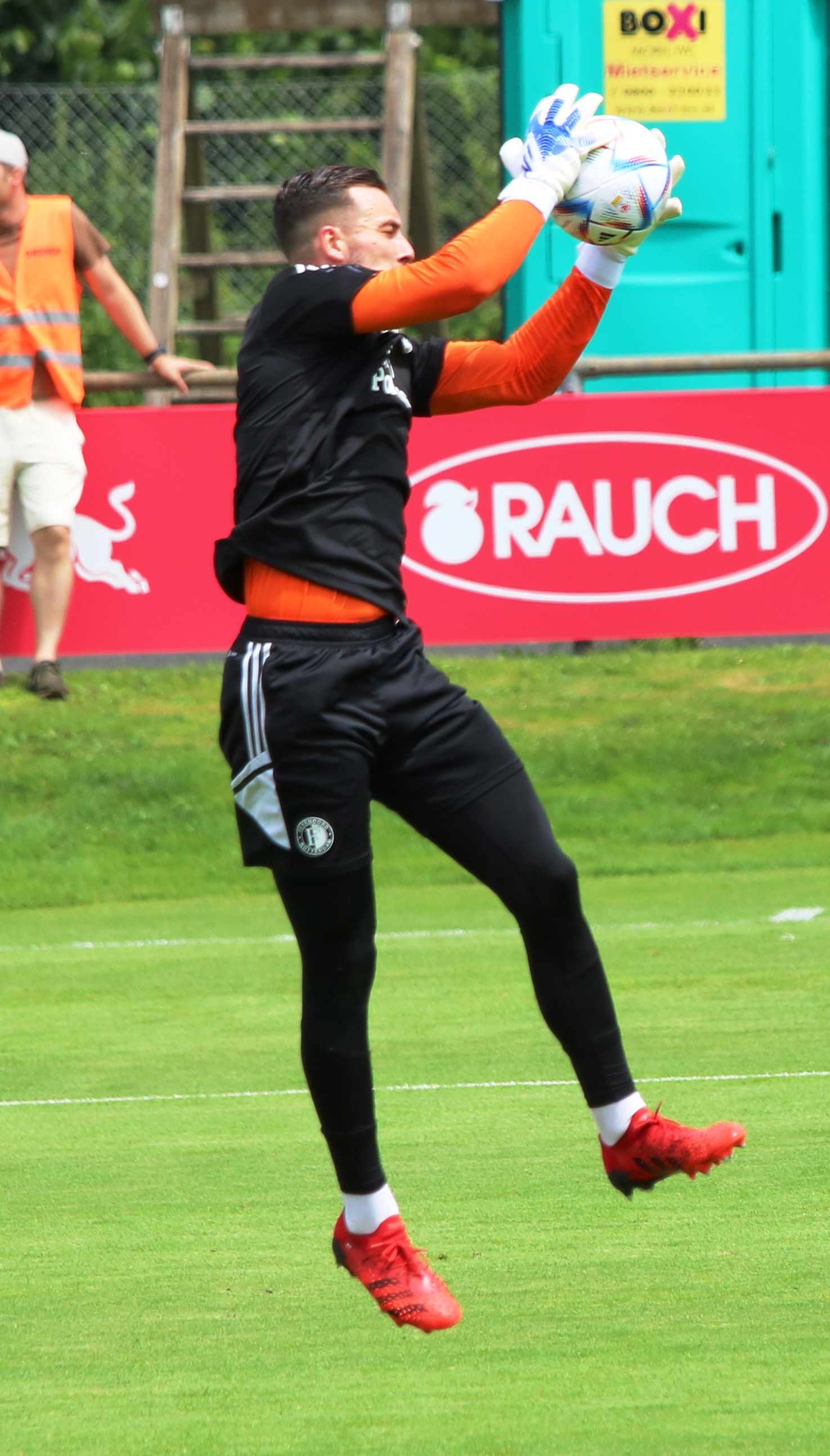
Bijlow podczas treningu

Jest wychowankiem rotterdamskiego Feyenoordu. W 2016 roku dołączył do jego seniorskiego zespołu. W rozgrywkach Eredivisie zadebiutował 13 sierpnia 2017 w wygranym 2:1 meczu z FC Twente. W sezonie 2016/2017 wraz z klubem zdobył mistrzostwo kraju.